# Мега доместик
Велики доместик (грч. μέγας δομέστικος, mégas doméstikos) била је титула врховног заповедника византијске војске од 11. до 15. века.

## Историја
Од друге половине 10. века врховни заповедници византијске војске били су доместици Истока и Запада: први је заповедао свом војском у Азији, а други у Европи. Већ од средине 11. века врховни заповедници добијају титулу великог доместика, што је потврдио цар Алексије Комнин (1081-1118) у својим реформама.
У доба Палеолога (1258-1453) титула великог доместика понекад је додељивана и страним великашима који би се заклели на верност византијском цару. Тако је Виљем II Вилардуен, франчки кнез Ахаје, пошто је заробљен у Пелагонској бици (1261) положио вазалну заклетву цару Михаилу VIII и предао Византији низ тврђава на Пелопонезу; у замену је добио титулу великог доместика Царства, али није дуго остао веран свом новом сизерену.